# كو ماتشيدا
كو ماتشيدا (باليابانية: 町田康)‏ (15 يناير 1962 في ساكاي - )؛ ممثل، وروائي، وشاعر، وكاتب، ومغني، وشاعر غنائي من اليابان.

## الجوائز
- جائزة أكوتاغاوا[6]
- جائزة كواباتا  [لغات أخرى]‏
- جائزة نوما للوجه الأدبي الجديد  [لغات أخرى]‏
- Bunkamura Les Deux Magots Literature Award  [لغات أخرى]‏
- جائزة تانيزاكي [الإنجليزية]‏

## روابط خارجية
- كو ماتشيدا على موقع IMDb (الإنجليزية)
- كو ماتشيدا على موقع ميوزك برينز (الإنجليزية)
- كو ماتشيدا على موقع أول موفي (الإنجليزية)
- كو ماتشيدا على موقع ديسكوغز (الإنجليزية)
- كو ماتشيدا على موقع قاعدة بيانات الفيلم (الإنجليزية)